# Chiesa della Madonna degli Alpini (Margno)
La chiesa della Madonna degli Alpini, nota anche come chiesetta del Pian delle Betulle per la località in cui sorge, è un edificio religioso di Margno, in provincia di Lecco e arcidiocesi di Milano.

## Storia
Posta a circa 1500 metri di quota, fu progettata dall'architetto lecchese Mario Cereghini e consacrata dal cardinale Giovanni Battista Montini nel 1959. Fu costruita in seguito a un voto di un gruppo di alpini superstiti del Battaglione alpini "Morbegno" nel gennaio 1941 in Albania. Il Battaglione si sciolse l'8 settembre 1943 quando fu siglato l'armistizio di Cassibile e si dovette attendere fino al 1956, quando il Battaglione fu ricostituito, per di vedere esaudito il voto.
Il 1º febbraio 1959 l'architetto Cereghini chiese all'arcivescovo di Milano Montini di potergli inviare i progetti della cappella per un'approvazione sirituale, dopo che lo stesso cardinale, l'anno precedente, si recò al Pian delle Betulle per indicare il luogo della costruzione della chiesetta per la costruenda stazione sciistica. La risposta alla richiesta di Cereghini fu positiva e la chiesa poteva essere eretta: i lavori furono ultimati nel giro di pochi mesi e la chiesa e l'altare poterono essere consacrati nello stesso 1959.

## Architettura

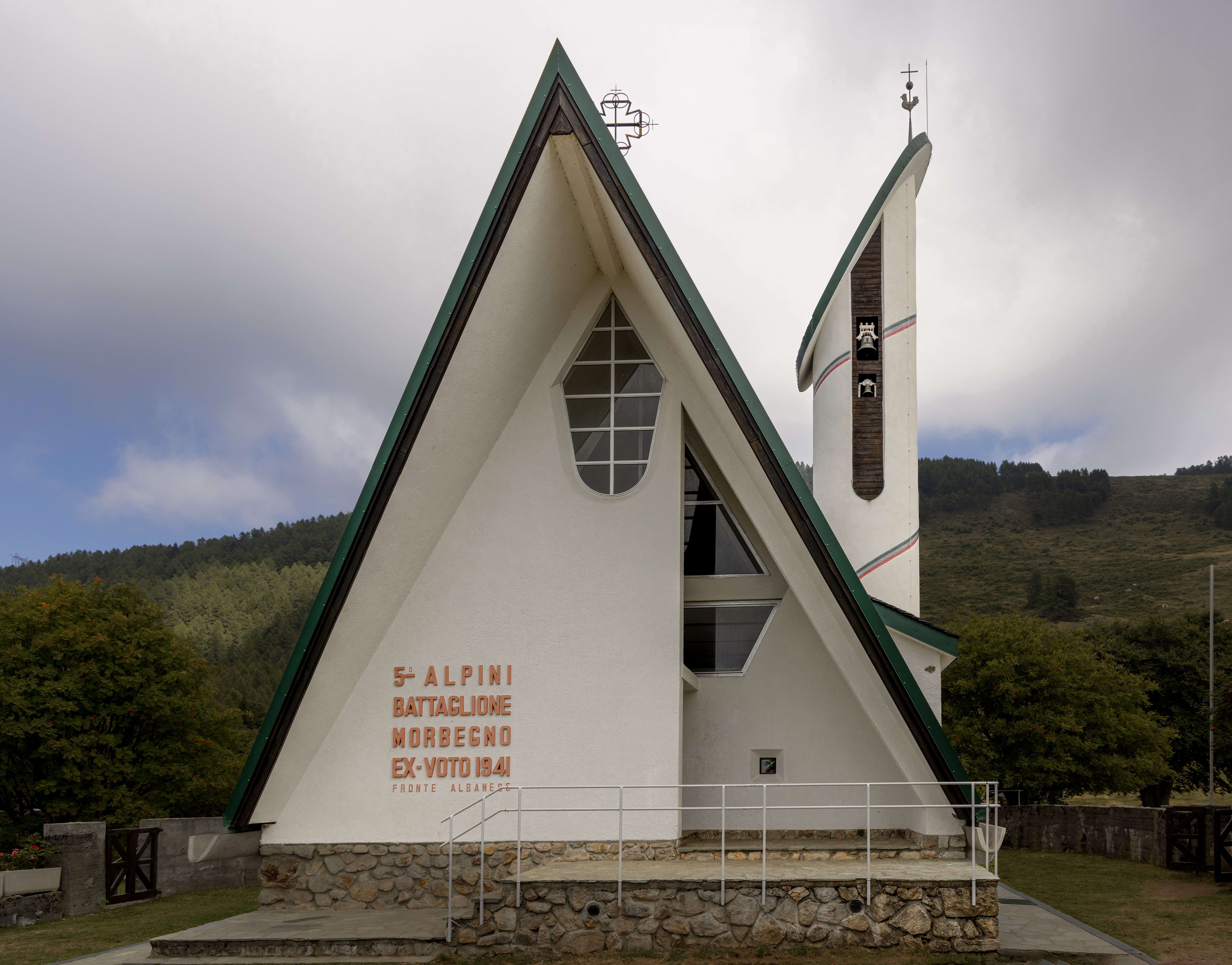
Vista frontale della chiesa.

All'esterno la chiesa ha le sembianze di una tenda da campo con una copertura a due falde con un'accentuata inclinazione. Il campanile presenta le sembianze un minareto albanese. 
Come molte baite alpine, l'edificio non presenta le due pareti laterali, sostituite dallo sviluppo verticale del tetto. All'interno ogni anno vengono poste delle marmette con incisi i nomi dei reduci morbegnesi scomparsi, a loro eterno ricordo. È presente anche un'icona raffigurante la "Madonna di Morbegno", donata dai genitori di un sottotenente del battaglione sciatori Monte Cervino caduto in Russia, i quali la ricevettero in seguito alla morte del figlio, il quale la raccolse dalle macerie di un'isba in Russia.
In facciata, sulla parete bianca che cela l'ingresso, è dipinta a caratteri rossi la scritta: 5º alpini Morbegno ex-voto 1941 fronte d'Albania. 
Tra il 12 giugno e la fine di luglio 2015 la copertura è stata completamente ricostruita.